# Terese Damsholt
Terese Damsholt (født 30. juni 1947), er en dansk skuespiller, der blev uddannet fra Statens Teaterskole i 1971. Hun har gennem årene haft flere forskellige teaterroller på bl.a. Det Kgl. Teater og i tv har man kunnet se hende i serierne Ludo, Strenge tider samt julekalenderne Nissebanden i Grønland og Nissernes Ø. Terese Damsholt var en del af revy-gruppen Byens Bedste Bryster med Kirsten Peuliche, Lisbet Lundquist og Margrethe Koytu, hvis shows spillede for udsolgte huse. Desuden har hun medvirket i utallige revyer i Hjørring, Aarhus og Mogenstrup.
Senere års aktiviteter har koncentreret sig om Rejsescenen og historiefortælling. Derudover underviser Terese sangere og musikere på Det Kongelige Danske Musikkonservatorium. Terese Damsholt har kun medvirket i ganske få film, som f.eks. Gummi Tarzan (1981) og Bornholms stemme (1999). Hun har lagt stemme til en figur i en tegnefilm om "Peddersen og Findus". I 2015 deltog hun i Trine Hahnemanns madprogram "Fri´s Bageri". Hun er gift med skuespilleren og musikeren Tom McEwan. Hun er søster til Maria Damsholt og niece til Torben Damsholt.